# The Headhunters
The Headhunters är ett jazz-fusion funk band bildad i San Francisco i Kalifornien där bland annat keyboardisten Herbie Hancock medverkat. Herbie Hancocks debutalbum med The Headhunters, Head Hunters, är en av de bäst säljande jazz-fusion skivorna genom tiderna.
Bandet är numera baserat i New Orleans i Louisiana.

## Medlemmar
- Herbie Hancock - keyboard
- Bennie Maupin - sopransaxofon, tenorsaxofon, saxello, basklarinett, altflöjt
- Paul Jackson - elbas, marímbula
- Bill Summers - slagverk
- Harvey Mason - trummor

## Diskografi
Studioalbum
- Head Hunters (1973)
- Survival Of The Fittest (1975)
- Straight From The Gate (1977)
- Return of the Headhunters! (1998)
- Evolution Revolution (2003)
- Platinum (2011)

Livealbum
- On Top - Live In Europe (2008)